# Nike Mag

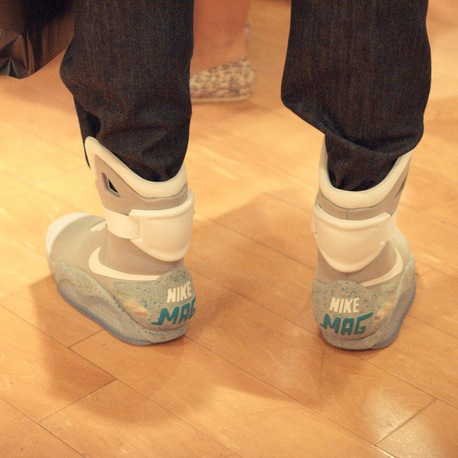
Modèle Nike Mag.

La Nike Mag est une paire de chaussures créée en édition limitée par l'entreprise Nike en 1989. Les studios Universal souhaitaient une sneaker du futur pour  Retour vers le futur 2. Le designer Tinker Hatfield, créateur de la Nike Air Max et de la Air Jordan III, fut chargé de sa conception. Dans le film, elle était portée par Marty McFly (incarné par Michael J. Fox) lorsqu'il se trouvait dans l'année 2015. Elle était équipée d'un laçage automatique et de leds électroluminescentes sur la languette et la semelle. Elle devint populaire ; de nombreux jeunes souhaitaient l'acquérir. L’attente des fans était immense et des pétitions demandant sa commercialisation circulèrent.
En 2011, Nike sortit 1 500 répliques, composées des mêmes DEL mais ne se laçant pas automatiquement comme dans le film. Elles ont été commercialisées sur le site de ventes eBay aux Etats-Unis. En 10 jours, près de 10 millions de dollars furent recueillis.
En 2016, Nike proposa une édition limitée de 89 paires, la « Nike Air Mag Back to the Future BTTF ». Cette fois, elle possédait le système de laçage automatique. Un tirage au sort en ligne fut organisé. Pour y participer, il fallait acheter un ou plusieurs tickets de loterie à 10$. La vente des tickets débuta le 4 octobre et s'acheva le 11 octobre 2016. Les gagnants ont été contactés le 17 octobre. Parallèlement, une paire de Nike Mag a été mise aux  enchères à Hong Kong le 11 octobre 2016, à  Londres le 14 octobre; et à New York le 12 novembre lors du gala-bénéfice de la Michael J. Fox Foundation. L'intégralité des ventes de 2011 et de 2016 a été reversée à la fondation de Michael J. Fox (en), qui lutte contre la maladie de Parkinson. En 2019, la Nike Mag 2016 était estimée à 22 882 euros, ce qui faisait d'elle la sneaker la plus chère au monde. Peu après, elle est cotée 29 977 euros selon le site StockX.
En 2018, la chaussure utilisée pour le film fut mise aux enchères. Elle était dans un état extrêmement fragile avec le talon totalement émietté. Elle fut vendue pour 92.206 $.